# Rafael Montesinos Martínez
Rafael Montesinos Martínez (Sevilla, 30 de setembre de 1920 - Madrid, 4 de març de 2005) va ser un poeta espanyol.

## Biografia
Encara que nascut a Andalusia va viure a Madrid des de 1941, on publicaria els seus primers poemes dos anys després, en les revistes «Garcilaso», «Espadaña» i «Ínsula», abans de començar a escriure per a revistes estrangeres. Durant la Guerra Civil Espanyola es va allistar voluntari al Terç de Requetés Virgen de los Reyes de Sevilla, combatent al bàndol revoltat. Va guanyar el Premio Ateneu de Madrid de 1943, el Premi Ciutat de Sevilla de 1957 i el Premi Nacional d'Assaig de 1977 per Bécquer, biografía e imagen. Montesinos és Fill Predilecte d'Andalusia.

## La Tertúlia Literària Hispanoamericana (des de 2005 "Rafael Montesinos")
El nom de Rafael Montesinos és inseparable de la Tertúlia Literària Hispanoamericana, que va dirigir des de 1952 fins a molt pocs dies abans de morir al març de 2005. Malgrat la denominació de "tertúlia" és, en general, un poeta l'encarregat d'oferir una lectura de la seva obra. cal destacar, que des dels seus orígens i al llarg de la seva evolució sota el patrocini de diferents institucions tant del Règim anterior com de la Democràcia (Cultura Hispànica, Ministeri d'Afers Exteriors i de Cooperació, en l'actualitat), Rafael Montesinos va saber dotar-la d'un caràcter independent des del punt de vista estètic, literari i polític, sense una altra orientació que la sola exigència de qualitat literària, més enllà de tendències, reconeixements o modes literàries. Aquest "esperit" de Rafael Montesinos ha convertit la Tertúlia Literària Hispanoamericana en un lloc de referència per a la Història de la poesia en llengua espanyola de la segona meitat del segle xx. Amb motiu del 40 Aniversari el propi Rafael Montesinos va escriure una petita recapitulació titulada La memoria y el martes. En 2007 i amb motiu del seu 55 Aniversari es va publicar en edició no venal 55 Años de la Tertulia Literaria Hispanoamericana Rafael Montesinos (1952-2007) (Ministerio de Asuntos Exteriores y Cooperación/ Editorial Mar Futura, Madrid, 2007) on es recull un "cens" de tots els autors tant espanyols com d'Hispanoamèrica que van participar en la tertúlia des dels seus orígens. Després de l'absència del seu fundador segueix celebrant-se, en 2010 ha complert el seu curs número 58. La seva seu actual és el Col·legi Major Nuestra Señora de Guadalupe (Avd. de Sèneca, 4. Madrid) i té lloc cada dimarts.

## Obra poètica
- Balada del amor primero, Garcilaso, Madrid, 1944
- Canciones perversas para una niña tonta, Garcilaso, Madrid, 1946
- El libro de las cosas perdidas, colección Halcón, Valladolid, 1946
- Las incredulidades, Ediciones Rialp, colección Adonais, Madrid, 1948
- Cuaderno de las últimas nostalgias, Neblí, Madrid, 1994
- País de la esperanza, colección Cantalapiedra, Santander, 1955
- La soledad y los días (Primera Antología de Poesía), Afrodisio Aguado, Madrid, 1956
- El tiempo en nuestros brazos, Ágora, Madrid, 1958 (Premio Ciudad de Sevilla y Premio Nacional de Literatura)
- Breve antología poética, La Muestra, Sevilla, 1962
- La verdad y otras dudas (seguido de la 3.ª antología poética), Cultura Hispánica, Madrid, 1967
- Cancionerillo de tipo tradicional, Pliegos Sueltos de la Estafeta, La Estafeta Literaria, Madrid, 1971
- Poesía 1944-1979 (4.ª antología poética), Plaza & Janés, Barcelona, 1979
- Último cuerpo de campanas, Calle del Aire, Sevilla, 1980
- De la niebla y sus nombres, Ediciones Hiperión, Madrid, 1985
- Antología poética 1944-1995. Notas de Rafael de Cózar. Edición Especial de la XVIII Feria del Libro de Sevilla, Diputación Provincial, 1995
- Con la pena cabal de la alegría, Libertarias-Prodhufi, Madrid 1996 (Premio Andalucía de la Crítica)
- Madrugada de Dios. Ed. Mundo Cofrade y Art & Press, Sevilla, 1998
- Antología poética, edición de José María Delgado y Carmelo Guillén Acosta, Ediciones Rialp, colección Adonáis, números 566-567, Madrid, 2003
- La vanidad de la ceniza, Ediciones Vitruvio, Madrid, 2005

## Prosa
- Los años irreparables (prosas en memoria de la niñez). Ínsula, Madrid, 1952.
- Cuaderno de Alájar, Diputación Provincial, Huelva, 1988.
- La memoria y el martes (Cuarenta años de Tertulia Literaria Hispanoamericana) Edición no venal, Madrid, 1993.
- Amor a Carmona. Verso y Prosa. Edición no venal, Diputación Provincial, 1997.

## Assaig
- Bécquer. Biografía e imagen Editorial RM, Barcelona, 1977 (Premio Nacional de Literatura 1977 y Premio Fastenrath 1979 de la Real Academia Española).
- La semana pasada murió Bécquer. Reflexiones en torno al "Libro de los gorriones", Ediciones 2000, Madrid, 1982 (vendido por suscripción).
- La semana pasada murió Bécquer, Edición aumentada respecto a la 1ª, Editorial El Museo Universal, Madrid, 1992.

## Edicions preparades per l'autor
- Poesía taurina contemporánea, Editorial RM, Barcelona, 1960.
- Suma taurina de Rafael Alberti. Editorial RM, Barcelona, 1963 (primer libro publicado de Alberti en España tras la guerra civil).
- Antonio Zarco, Col. Artistas Contemporáneos, Madrid, 1976.
- Primera antología poética de Aristides Pongilioni 1853-1865. Selección, introducción y notas de Rafael Montesinos, Col Dendrónoma, Sevilla, 1980.
- Rimas de Gustavo Adolfo Bécquer, edición, prólogo y notas de Rafael Montesinos, Cátedra, Madrid, 1995.